# هشام العشيري
الدكتور هشام أحمد العشيري (مواليد 1974) سياسي وأكاديمي ومؤلف بحريني، عضو مجلس النواب من 12 ديسمبر 2018 عن الدائرة السادسة في محافظة المحرق.

## المسيرة المهنية
تولى منصب مدير التعليم المستمر والتطوير المهني ثم منصب مساعد مدير فرع البحرين المكلف للشئون الأكاديمية بالجامعة العربية المفتوحة.
قام بتأليف عدة كتب أبرزها: 
- المهارات الكتابية والتعلم الذاتي (2003).[4]
- تكنولوجيا الوسائط المتعددة التعليمية في القرن الحادي والعشرين (2011).[5]

## مجلس النواب
ترشح لأنتخابات مجلس النواب 2018 عن الدائرة السادسة في محافظة المحرق ، حيث فاز في الجولة الأولى للأنتخابات التي أقيمت في يوم السبت 24 نوفمبر 2018 حصل على 1556 صوت بنسبة 59.12%.
وكما ترشح لأنتخابات مجلس النواب 2022 عن السادسة في محافظة المحرق حيث فاز في الجولة الأولى للأنتخابات التي أجريت يوم السبت 12 نوفمبر 2022 ب1852 صوت بنسبة 63.12%.